# دبلیودبلیوئی اینسورکشن
دبلیودبلیوئی اینسورکشن (به انگلیسی: WWE Insurrextion) یک رویداد غیر رایگان سالانه کشتی حرفه‌ای است که از سال ۲۰۰۰ تا ۲۰۰۳ به‌طور انحصاری برای انگلستان توسط دبلیودبلیوئی برگزار شد. این رویداد در کانادا نیز پخش شد. تنها در سال ۲۰۰۲ در ایالات متحده آمریکا پخش گردید. از سال ۲۰۰۲ این رویداد با برند دبلیودبلیوئی را برگزار شد. پس از نمایش در سال ۲۰۰۳، منحصر به فرد پرداخت در انگلستان تمام شد، زیرا دبلیودبلیوئی شروع به برگزاری دبلیودبلیوئی را در انگلستان در سال ۲۰۰۴ کرد. تریپل اچ در هر چهار رویداد در مسابقات اصلی حضور داشته‌است.

## تاریخ و مکان
|  | رویداد با برند را- |

| رویداد           | تاریخ       | شهر               | ورزشگاه                  | مسابقه اصلی                                                                                         |
| ---------------- | ----------- | ----------------- | ------------------------ | --------------------------------------------------------------------------------------------------- |
| اینسورکشن (۲۰۰۰) | ۶ مه ۲۰۰۰   | لندن، انگلستان    | مرکز نمایشگاهی ارلز کورت | دواین جانسون (c) مقابل شین مک‌من مقابل تریپل اچ مسابقه سه نفره برای کمربند دبلیودبلیوئی قهرمانی جهان |
| اینسورکشن (۲۰۰۱) | ۵ مه ۲۰۰۱   | لندن، انگلستان    | مرکز نمایشگاهی ارلز کورت | استیو آستین (c) و تریپل اچ مقابل آندرتیکر مسابقه هندیکپ برای کمربند دبلیودبلیوئی قهرمانی جهان       |
| اینسورکشن (۲۰۰۲) | ۴ مه ۲۰۰۲   | لندن، انگلستان    | ومبلی آرنا               | تریپل اچ مقابل آندرتیکر                                                                             |
| اینسورکشن (۲۰۰۳) | ۷ ژوئن ۲۰۰۳ | نیوکاسل، انگلستان | تلوست آرنا               | تریپل اچ (c) مقابل کوین نش مسابقه خیابانی برای قهرمانی سنگین‌وزن جهان (دبلیو دبلیو ای)               |

## نتایج

### ۲۰۰۰
اینسورکشن ۲۰۰۰ در تاریخ ۶ مه ۲۰۰۰ در مرکز نمایشگاهی ارلز کورت در لندن، انگلستان برگزار شد.
| #                                                     | نتایج                                                                            | نوع مسابقه                                      | مدت زمان |
| ----------------------------------------------------- | -------------------------------------------------------------------------------- | ----------------------------------------------- | -------- |
| ۱                                                     | تو کول پیروز مقابل د رادیکالز                                                    | مسابقه تگ تیم                                   | ۰۷:۰۰    |
| ۲                                                     | کین (همراه پاول بریر) پیروز مقابل بول بوچانان                                    | مسابقه تک نفره                                  | ۰۳:۳۱    |
| ۳                                                     | رود داگ (همراه توری) پیروز مقابل جان لیفیلد                                      | مسابقه تک نفره                                  | ۰۵:۵۸    |
| ۴                                                     | د کت پیروز مقابل تری رونلز                                                       | مسابقه مچ‌اندازی                                 | ۰۰:۳۴    |
| ۵                                                     | ریکیشی و بیگ شو پیروز مقابل د دادلی بویز                                         | مسابقه تگ تیم                                   | ۰۷:۱۰    |
| ۶                                                     | کرت انگل پیروز مقابل کریس بنوا                                                   | مسابقه تک نفره                                  | ۰۶:۰۴    |
| ۷                                                     | بیریتیش بولداگ پیروز مقابل کرش هالی (c)                                          | مسابقه هاردکور برای کمربند هاردکور دبلیودبلیواف | ۰۳:۳۷    |
| ۸                                                     | هاردی بویز پیروز مقابل اج و کریسچن (c)                                           | مسابقه تگ تیم برای کمربند تگ تیم دبلیودبلیواف   | ۱۲:۵۳    |
| ۹                                                     | ادی گررو (c) (همراه چاینا) پیروز مقابل کریس جریکو                                | مسابقه تک نفره برای کمربند اروپایی دبلیودبلیواف | ۱۲:۵۶    |
| ۱۰                                                    | د راک (c) پیروز مقابل تریپل اچ (همراه استفانی مک‌من) و شین مک‌من (همراه وینس مک‌من) | مسابقه سه نفره کمربند دبلیودبلیواف              | ۱۵:۳۷    |
| - (c) – نشان‌دهنده قهرمان(هایی) است که به میدان می‌روند |                                                                                  |                                                 |          |

### ۲۰۰۱
اینسورکشن ۲۰۰۱ در تاریخ ۵ مه ۲۰۰۱ در مرکز نمایشگاهی ارلز کورت در لندن، انگلستان برگزار شد.
| #                                                     | نتایج                                                                            | نوع مسابقه                                                                                             | مدت زمان |
| ----------------------------------------------------- | -------------------------------------------------------------------------------- | --- | -------- |
| ۱                                                     | ادی گررو پیروز مقابل گرند مستر سکسای                                             | مسابقه تک نفره                                                                                         | ۰۴:۳۰    |
| ۲                                                     | رادیکالز پیروز مقابل هالیز                                                       | مسابقه تگ تیم ترکیبی                                                                                   | ۰۵:۳۷    |
| ۳                                                     | جان لیفیلد پیروز مقابل بیگ شو                                                    | مسابقه تک نفره                                                                                         | ۰۳:۲۰    |
| ۴                                                     | اج و کریسچن پیروز مقابل دادلی بویز، هاردی بویز و ایکس فاکتورز                    | مسابقه حذف پنج نفره                                                                                    | ۱۳:۲۰    |
| ۵                                                     | کریس بنوا پیروز مقابل کرت انگل ۲-۱                                               | مسابقه دو برد از سه رقابت                                                                              | ۱۴:۲۳    |
| ۶                                                     | کریس جریکو پیروز مقابل ویلیام رگال                                               | مسابقه قوانین کوئینزبوری                                                                               | ۱۴:۴۶    |
| ۷                                                     | آندرتیکر پیروز مقابل پاور تریپ (استیو آستین (c) و تریپل اچ) (همراه استفانی مک‌من) | مسابقه هندی کپ برای کمربند دبلیودبلیواف آندرتیکر تنها می‌توانست عنوان را با پین کردن آستین به دست آورد. | ۱۷:۱۲    |
| - (c) – نشان‌دهنده قهرمان(هایی) است که به میدان می‌روند |                                                                                  | |          |

- با توجه به پین کردن تریپل اچ نتوانست کمربند را به دست آورد.

### ۲۰۰۲
اینسورکشن ۲۰۰۲ در تاریخ ۴ مه ۲۰۰۲در ومبلی آرنا در لندن، انگلستان برگزار شد و نخستین رویداد غیر رایگان دبلیودبلیواف تحت برند را بود. این آخرین رویدادی بود که با نام دبلیودبلیواف برگزار شد. به دلیل یک دعوی دادگاهی توسط صندوق جهانی حیات وحش، فدراسیون نام خود را به دبلیودبلیوئی در طول دو روز تغییر داد و شروع به استفاده از نام دبلیودبلیوئی در قسمت ۶ ماه مه از دبلیودبلیوئی را کرد.
| # | نتایج                                                          | نوع مسابقه                                              | مدت زمان |
| --- | -------------------------------------------------------------- | ------------------------------------------------------- | -------- |
| ۱D | مستر پرفکت پیروز مقابل گلداست                                  | مسابقه تک نفره                                          | نامشخس   |
| ۲ | راب ون دم پیروز مقابل ادی گررو (c)                             | مسابقه تک نفره برای برای کمربند بین قاره‌ای دبلیودبلیواف | ۱۱:۲۳    |
| ۳ | جکلین مور و تریش استراتوس پیروز مقابل جاز و مولی هالی          | مسابقه تگ تیم                                           | ۰۷:۴۰    |
| ۴ | ایکس پک پیروز مقابل جان لیفیلد                                 | مسابقه تک نفره                                          | ۰۸:۴۷    |
| ۵ | بوکرتی پیروز مقابل استیون ریچاردز (c)                          | مسابقه هاردکور برای کمربند هاردکور دبلیودبلیواف         | ۱۰:۳۲    |
| ۶ | هاردی بویز پیروز مقابل براک لزنر و شان استاسیک (همراه پل هیمن) | مسابقه تگ تیم                                           | ۰۶:۵۴    |
| ۷ | اسپایک دادلی (c) پیروز مقابل ویلیام رگال                       | مسابقه تک نفره برای کمربند اروپایی دبلیودبلیواف         | ۰۴:۵۶    |
| ۸ | استیو آستین پیروز مقابل بیگ شو                                 | مسابقه تک نفره با داور ویژه مهمان ریک فلر               | ۱۶:۰۰    |
| ۹ | تریپل اچ پیروز مقابل آندرتیکر                                  | مسابقه تک نفره                                          | ۱۴:۲۹    |
| - (c) – نشان‌دهنده قهرمان(هایی) است که به میدان می‌روند - D – نشان‌دهنده این است که مسابقه یک دارک‌مچ بوده است. |                                                                |                                                         |          |

### ۲۰۰۳
اینسورکشن (۲۰۰۳) در تاریخ ۵ مه ۲۰۰۱ در تلوست آرنا در نیوکاسل، انگلستان برگزار شد و آخرین رویداد غیر رایگان برگزار شده در انگلستان و آخرین رویداد اینسورکشن بود.
| # | نتایج                                                                | نوع مسابقه                                                        | مدت زمان |
| --- | -------------------------------------------------------------------- | ----------------------------------------------------------------- | -------- |
| ۱D | ماون پیروز مقابل کریستیان                                            | مسابقه تک نفره                                                    | نامشخص   |
| ۲D | هاریکین پیروز مقابل لانو استورم                                      | مسابقه تک نفره                                                    | نامشخص   |
| ۳ | جاز پیروز مقابل تریش استراتوس                                        | مسابقه تک نفره برای کمربند بانوان جهان                            | ۱۰:۴۵    |
| ۴ | کریسچن (c) پیروز مقابل بوکرتی                                        | مسابقه تک نفره برای دبلیودبلیوئی قهرمانی بین قاره‌ای               | ۱۵:۱۲    |
| ۵ | کین و راب ون دم (c) پیروز مقابل لا رسیستنس                           | مسابقه تگ تیم برای کمربند تگ تیم جهان                             | ۰۹:۰۳    |
| ۶ | گلداست پیروز مقابل ریکو                                              | مسابقه تک نفره                                                    | ۰۹:۵۳    |
| ۷ | دادلی بویز پیروز مقابل کریستوفر نوینسکی، رودنی مک و تئودور لونگ      | مسابقه تگ تیم شش نفره                                             | ۰۹:۱۵    |
| ۸ | اسکات استینر پیروز مقابل تست                                         | مسابقه تک نفره همراه داور ویژه مهمان وال ونیس                     | ۰۶:۴۹    |
| ۹ | تریپل اچ (c) (همراه ریک فلر) پیروز مقابل کوین نش (همراه شاون مایکلز) | مسابقه مبارزه خیابانی برای قهرمانی سنگین‌وزن جهان (دبلیو دبلیو ای) | ۱۶:۳۳    |
| - (c) – نشان‌دهنده قهرمان(هایی) است که به میدان می‌روند - D – نشان‌دهنده این است که مسابقه یک دارک‌مچ بوده است. |                                                                      |                                                                   |          |